# Mitrula
Mitrula Fr. – rodzaj grzybów z rzędu tocznikowców (Helotiales).

## Systematyka
Pozycja w klasyfikacji według Index Fungorum:
Incertae sedis, Helotiales, Leotiomycetidae, Leotiomycetes, Pezizomycotina, Ascomycota, Fungi.

## Niektóre gatunki
- Mitrula agharkarii S. Banerjee 194
- Mitrula alba W.G. Sm. 1873
- Mitrula antarctica Speg. 1887
- Mitrula bermudiana Waterston 1945
- Mitrula borealis Redhead 1977
- Mitrula brevispora Zheng Wang 2005
- Mitrula lunulatospora Redhead 1977
- Mitrula luteola Ellis 1883
- Mitrula microspora (Cooke & Peck) Massee 1895
- Mitrula multiforme (Henning) Massee 1897
- Mitrula norvegica Rostr. 1904
- Mitrula olivacea (Pers.) Sacc. 1889
- Mitrula omphalostoma Benedix 1962
- Mitrula paludosa Fr. 1816 – mitróweczka błotna
- Mitrula pistillaris (Berk. & Cooke) Sacc. 1889
- Mitrula roseola Morgan 1895
- Mitrula serpentina (O.F. Müll.) Massee 1897
- Mitrula sphaerocephala Bres. 1892
- Mitrula ushuaiae Rehm 1899

Nazwy naukowe na podstawie Index Fungorum. Uwzględniono tylko taksony zweryfikowane. Nazwy polskie według M.A. Chmiel.